# Girabola 1981
Der Girabola 1981 war die dritte Saison des Girabola, der höchsten Spielklasse im Fußball in Angola. Es nahmen 14 Mannschaften teil, die je zweimal gegeneinander antraten. Die Saison begann im Februar und endete im November 1980.
Der CD Primeiro de Agosto aus der Hauptstadt Luanda gewann zum dritten Mal in Folge die Meisterschaft. TAAG (heute Atlético Sport Aviação) wurde angolanischer Pokalsieger.

## Tabelle
Bedingt durch die Wirren und Zerstörungen des angolanischen Bürgerkriegs (1975–2002) sind nur einige Eckdaten der Saison verzeichnet. So sind nur die drei
Erstplatzierten, der Pokalsieger, und die vier Neuaufsteiger aus der vorherigen Saison bekannt. Eine detaillierte Abschlusstabelle kann daher nicht angegeben werden.
- 1. CD Primeiro de Agosto (M)
- 2. TAAG (Q)
- 3. Nacional de Benguela (P)

Die weiteren Vereine:
- Palancas do Huambo
- Estrela Vermelha
- FC do Uíge
- CD Construtores do Uíge
- Académico do Lobito
- Desportivo da Chela
- Ferroviário da Huíla
- Atlético Petróleos Luanda (N)
- Primeiro de Maio (N)
- Progresso do Sambizanga (N)
- Petro do Huambo (N)

| (M) | angolanischer Meister und Teilnahme an der Vorrunde des African Cup of Champions Clubs 1982 |
| (Q) | Teilnahme an der Vorrunde des African Cup Winners’ Cup 1982                                 |
| (P) | amtierender angolanischer Pokalsieger                                                       |
| (N) | Neuaufsteiger der letzten Saison                                                            |